# Márkomeannu
Márkomeannu är en samisk kultur- och musikfestival som har arrangerats varje år sedan år 1999.
Festivalen, som hålls på gränsen mellan Tjeldsunds kommun i Troms fylke och Evenes kommun i Nordland fylke vill främja den samiska kulturen i området men också främja konst och kultur från hela Sápmi.
De första två åren hölls festivalen på ett område i närheten av Evenes flygplats men därefter har den hållits på Gállogieddi friluftsmuseum i slutet av juli varje år av den år 2006 stiftade föreningen Márkomeannu Searvi.
Programmet består bland annat av 
konserter, utställningar, föreläsningar och teater. Yngre deltagare kan besöka barnfestivalen Mánáidmeannu och ungdomsfestivalen Nuoráidmeannu.